# グリフレット
サー・グリフレット（Griflet, ガーフレットGirflet, ジョフルJaufreとも）はアーサー王伝説に登場する円卓の騎士の一人。ドー（Do）あるいはドン（Don）の子で、ルーカンとベディヴィアのいとことされる。
グリフレットはアーサー王の若い頃からの友人で、従者として登場する。騎士叙任されたのち、円卓の騎士に加わる。彼はアーサーの生涯の助言者であり、ランスロ＝聖杯サイクルでは、カムランの戦いを生き延びた数少ない人物の一人で、アーサーに請われてエクスカリバーを湖の乙女に返却する。しかし、トマス・マロリーの『アーサー王の死』ではグィネヴィアの処刑の際、女王を救いにきたランスロットに殺される騎士の一人となっている。マロリーは『頭韻詩アーサー王の死』の内容を踏襲し、エクスカリバーを返却した人物はベディヴィアであるとしている。
グリフレットはロマンス『ジョフレ』（Jaufré）の主役で、この作品はプロヴァンス語で書かれた現存する唯一のアーサー王ロマンスである。